# Žonti
 Žonti   (olaszul: Zonti) falu Horvátországban, Isztria megyében. Közigazgatásilag Buzethez tartozik.

## Fekvése
Az Isztriai-félsziget északi részének közepén, Pazintól 22 km-re északra, községközpontjától 5 km-re nyugatra a szlovén határ közelében fekszik.

## Története
1857-ben 146, 1910-ben 142 lakosa volt. 2011-ben 44 lakosa volt.

## Lakosság
| Lakosság változása | Lakosság változása | Lakosság változása | Lakosság változása | Lakosság változása | Lakosság változása | Lakosság változása | Lakosság változása | Lakosság változása | Lakosság változása | Lakosság változása | Lakosság változása | Lakosság változása | Lakosság változása | Lakosság változása | Lakosság változása |
| ------------------ | ------------------ | ------------------ | ------------------ | ------------------ | ------------------ | ------------------ | ------------------ | ------------------ | ------------------ | ------------------ | ------------------ | ------------------ | ------------------ | ------------------ | ------------------ |
| 1857               | 1869               | 1880               | 1890               | 1900               | 1910               | 1921               | 1931               | 1948               | 1953               | 1961               | 1971               | 1981               | 1991               | 2001               | 2011               |
| 146                | 158                | 128                | 135                | 164                | 142                | 0                  | 0                  | 139                | 134                | 109                | 87                 | 85                 | 72                 | 56                 | 44                 |

## Nevezetességei
A falutól délre, a Bračana folyó felett, másfél kilométerre északra a Mirna torkolatától egy magas sziklán találhatók Kostel (Petrapilosa) várának maradványai.